# Kultura kurhanów zachodniobałtyjskich
     grupy nordyckie
     kultura jastorfska
     grupa Harpstedt-Nienburger
     plemiona celtyckie
     kultura pomorska
     kultura urn domkowych
     kultura wschodniobałtycka strefy leśnej
     kultura kurhanów zachodniobałtyjskich
     kultura miłogradzka
     grupy estońskie

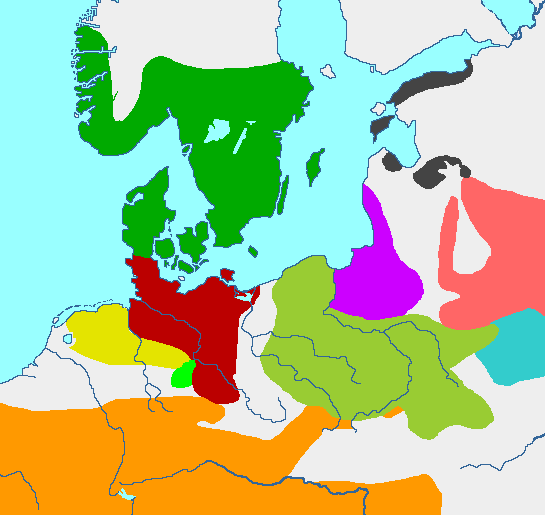
Europa okresu przedrzymskiego epoki żelaza:
grupy nordyckie
kultura jastorfska
grupa Harpstedt-Nienburger
plemiona celtyckie
kultura pomorska
kultura urn domkowych
kultura wschodniobałtycka strefy leśnej
kultura kurhanów zachodniobałtyjskich
kultura miłogradzka
grupy estońskie

Kultura kurhanów zachodniobałtyjskich – archeologiczna kultura kurhanowa epoki brązu i wczesnej epoki żelaza, rozwijająca się od okresu halsztackiego do późnego okresu lateńskiego (ok. VI–I w. p.n.e.) na terenach północnego Mazowsza, Warmii, Mazur i Sambii.

## Kryteria wydzielenia
Podstawą wydzielenia w 1970 r. kultury kurhanów zachodniobałtyjskich były charakterystyczne techniki lepienia naczyń o dnach kulistych, kurhanowy obrządek pogrzebowy, system osadniczy oparty na budowie sieci osiedli obronnych i specyficzny typ gospodarki oparty na półdzikim wypasie stad zwierząt. Nazwa kultury pochodzi od charakterystycznego dla ludności tej kultury obrządku pogrzebowego.

## Chronologia, geneza i zanik
Wyodrębniono cztery fazy kultury kurhanów zachodniobałtyjskich. 
Faza I obejmuje najstarszy okres Halsztat D (ok. 600 lat p.n.e.), zanik kultury łużyckiej (grupa warmińsko-mazurska). Górna granica tej fazy to okres kiedy pojawiają się kurhany z pochówkami umieszczonymi w prostokątnych kamiennych skrzyniach ok. IV w. p.n.e. 
Faza II wydzielona na podstawie analizy porównawczej cech kulturowych, odpowiada wczesnolateńskiej fazie kultury pomorskiej (ok. 450–350 lat p.n.e.). 
Faza III odpowiada środkowemu okresowi lateńskiemu według chronologii względnej (ok. 350–100 lat p.n.e.). 
Faza IV obejmuje późny okres lateński i pierwszy wiek naszej ery (ok. 100–50 lat p.n.e.). Zanik kultury następuje w drugiej połowie I w. p.n.e. w wyniku nacisków nowych zgrupowań kulturowych (grupa nidzicka, kultura oksywska), które ograniczają terytorium kultury zachodniobałtyjskiej od zachodu. 
Poprzedzające kulturę kurhanów zachodniobałtyjskich układy osadniczo-kulturowe to kultura kurhanów sambijskich i późnobrązowe kontynuacje, czyli grupa warmińsko-mazurska kultury łużyckiej.
Na początku naszej ery tradycje kultury kurhanów zachodniobałtyjskich kontynuowała kultura zachodniobałtyjska. 

## Obszar występowania i kontekst kulturowy
Jako jednostka w pełni ukształtowana zajmowała północne Mazowsze, Mazury i półwysep Sambia, sięgając na wschodzie aż po ujście Niemna. 
Kulturę kurhanów zachodniobałtyjskich podzielono na grupy lokalne: nadniemeńską, sambijską, zachodniomazurską, wschodniomazurską i północnomazowiecką. Podział ten jest najwyraźniejszy w fazie wczesnolateńskiej.
Kultura kurhanów zachodniobałtyjskich od zachodu sąsiadowała z kulturą łużycką, później i kulturą pomorską, na północy i południu występowały pustki osadnicze, od wschodu graniczyła z kulturą ceramiki sztrychowanej.

## Charakterystyczne wytwory kulturowe
Specyficzną cechą kultury kurhanów zachodniobałtyjskich jest bogaty asortyment narzędzi kamiennych i kościanych. Wyrabiano je stosując tradycyjne metody obróbki. W użyciu były pięcioboczne kamienne toporki typu łużyckiego, motyki rogowe, kościane groty strzał, skrobacze, wiertła krzemienne. Skromny asortyment narzędzi brązowych i żelaznych. Odkryty warsztat odlewniczy w Tarławkach (woj. warmińsko-mazurskie, powiat węgorzewski).
Formy przewodnie w ceramice to naczynia jajowate, szerokootworowe o dnach płaskich lub kulistych, powierzchnie lekko chropowate, naczynia beczułkowate, baniaste, amfory dwuuche z kulistym dnem, misy o kształcie wycinka kuli, talerze typu łużyckiego.
Uboga ornamentyka, dołki palcowe, nakłucia paznokciowe, karbowanie krawędzi, przewaga naczyń pozbawionych ornamentu.
Noszono otwarte bransolety, naramienniki, naszyjniki, spirale, szpile o prostym trzpieniu i z łabędzią szyjką i wiosłowate, a także rozmaite wisiorki.

## Osadnictwo
Osiedla obronne wznoszono w naturalnie chronionych miejscach na szczytach odosobnionych wzniesień, półwyspach, wyspach, wysokich brzegach rzek i jezior lub w dolinach rzek. Dodatkowo broniono je kamiennymi, kamienno-ziemnymi wałami, rowami, palisadami i częstokołami.
Domy słupowe z kamiennymi paleniskami pośrodku i jamą przypiecową. Specyficzne osiedla budowane na pomostach rusztowych z pni drzewnych układanych na podmokłych wysepkach, w płytkich zatokach jezior i rzek. Ruszty o powierzchni 2-3 arów mieściły zwartą zabudowę składającą się z 6–8 budynków mieszkalnych, otoczone były palisadami, z lądem łączyły je pomosty na palach. 
Najwcześniejsze znane osiedla, okolice Ełku, Giżycka, Gołdapi i Węgorzewa (woj. warmińsko-mazurskie). W okresie lateńskim upowszechniły się na całym obszarze występowania kultury: np. Tulewo (woj. mazowieckie powiat wyszkowski), Czarne (woj. warmińsko-mazurskie, powiat piski). Osiedla wysoczyznowe – Mardaki (woj. warmińsko-mazurskie), Kretowiny (woj. warmińsko-mazurskie powiat ostródzki).
Nieliczne osady otwarte ze skromnym inwentarzem lokowane były wokół grodów obronnych w odległości 2-3 km. Prawdopodobnie były to osady sezonowe związane z zajęciami gospodarczymi, takimi jak wypas bydła, zbiory owoców, połowy ryb.

## Obrządek pogrzebowy
Na całym obszarze występowania kultury stosowano ciałopalny obrządek pogrzebowy. Konstrukcja kurhanu obejmowała jeden, dwa lub trzy wieńce kamieni ograniczające jego zasięg. Na Mazowszu panowała tradycja rozległych cmentarzysk kurhanowych, złożonych z nasypów kamiennych o formach owalnych, łódkowatych, prostokątnych i amorficznych, nakrywających stos pogrzebowy. W późniejszych fazach kultury występowały zbiorowe pochówki podkurhanowe w kamiennych skrzyniach lub na brukach. Inwentarz grobowy był ubogi, występowało mało metalowych przedmiotów, które były silnie przepalone.

## Społeczeństwo i gospodarka
Typ gospodarki był zbliżony do kręgu kultur leśnej strefy Europy wschodniej. Na podstawie badań palinologicznych i analizy szczątków kostnych stwierdzono powszechny wypas stad, w których dominowały konie, świnie, owce/kozy oraz bydło. Uprawa ziemi była znana i stosowana na niewielką skalę. Rolnictwo zaczęło odgrywać większą rolę dopiero w schyłkowych fazach kultury.